# Акай (Алгинський район)
Ака́й (каз. Ақай) — село у складі Алгинського району Актюбінської області Казахстану. Адміністративний центр Акайського сільського округу.
До 2010 року село називалось Ільїнка.
Населення — 590 осіб (2021; 624 у 2009, 1229 у 1999, 1244 у 1989).